# 玉ねぎむいたら…
『玉ねぎむいたら…』（たまねぎむいたら）は、TBS系列で1981年4月3日から11月6日に放送された、桜田淳子主演のホームコメディドラマ。当初は2クールの予定だったが、好評につき5話延長された。

## 概要
- 劇中に毎回登場する連載漫画の原稿『リーコが行く シロクロード』は、石森章太郎が書き下ろしたものである。
- 2005年に日本クラウンから『玉ねぎむいたら DVD-BOX(1)』（1 - 16話）、『玉ねぎむいたら DVD-BOX(2)』（17 - 31話）が発売され、各話の予告編も含めて全31話が収録されている（販売元：ジェネオンエンタテインメント）。
- 当初は『はらぺこ同士』という番組タイトルで放送予定だったため、雑誌の新番組の予告紹介ページなどでは『はらぺこ同士』のタイトルで紹介されていたものが存在する。なお、1字違いのドラマ『はらぺこ同志』が、翌1982年に同じく松木ひろしの原案・脚本、桜田淳子の主演でTBS系列にて放送されている。
- 原案・脚本の松木ひろし、石立鉄男と山本紀彦の共演など、放送局や製作会社は異なるが、石立鉄男・ユニオン映画シリーズの流れを引き継いだ作品となっている。
- 製作会社はオフィス・ヘンミであるが、スタッフクレジット上では「O・H」と表記されている。

## あらすじ
大国鶴郎は知名度の高い漫画家だが、趣味の昆虫採集にかまけてばかりで、一番弟子の理介が実質的に漫画を描いており、後妻の順子は家を出て行ってしまっていた。そんな状況で家の中は荒れており、幼馴染の隆代にお手伝いを紹介してもらうこととなった。しかし、その女性は結婚が決まったために雇うことができなくなり、鶴郎の名前に興味を示したことから、隆代の長女・小浪が隆代の娘だという正体を隠して、大国家のお手伝いとして働くこととなった。
しかし、小浪は剣道の腕前は見どころがあるものの、家事の経験はほぼ皆無であり、そのひどい料理に理介たちは開いた口が塞がらない。そんな小浪と口うるさい理介は対立するが、次第にお互いを意識するようになる。

## キャスト
- 斉藤小浪[2]：桜田淳子
主人公。剣道2段（のちに3段）の腕前を持つ21歳。物怖じしない男まさりな性格で、料理をはじめ家事は一切ダメ。ひょんなことから母の幼馴染みである漫画家・大国鶴郎の家に住み込みでお手伝いさん（家政婦）として働くことになる。悪ガキの輝利や口うるさい理介と衝突することが絶えなかったが、次第に大国家の潤滑油的な存在となっていく。
- 番野理介：石立鉄男
準主人公。鶴郎の弟子でオークニ工房のチーフアシスタント。37歳。自分を拾ってくれた鶴郎への並々ならぬ恩義から、原稿作成や編集者への対応だけでなく、大国家の一切を取り仕切る大番頭的存在。しかし、実力はあるのだがいまだに独立できずにいる。家事がまったくできない小浪を良く思わず、口論が絶えなかったが、ふとしたことから本当の自分の気持ちに気付く。

- 大国鶴郎：藤岡琢也
かつては売れっ子だったが、現在はあまりパッとしない大御所漫画家。先妻と死別して以降は、仕事から何から弟子に任せっきりの趣味三昧。年の離れた後妻（順子）との関係は冷え切っているが、なぜか連れ子（輝利）は実子以上に溺愛している。小浪の母・隆代とは、団子坂小学校時代の同級生。無責任な振る舞いから、大国家の面々を窮地に陥れてしまうことも多い。
- 徳川蝶子：中尾ミエ
オークニ工房の雇われアシスタント。34〜35歳。元々は油絵を専攻しており、キャラクターよりも背景を描くほうが得意。理介に気があるがいつも袖にされている。自分に想いを寄せる作田のことは嫌っているが、作田の母・たかのことは大切に想っている。あることをきっかけに工房を去るが、再び復帰。その後は…。
- 保科一久：山本紀彦
鶴郎の弟子。32歳。理介の弟分でお人好しのお調子者。小浪に想いを寄せており、三郎とは恋敵同士。理介と小浪の結婚後はミカと仲が良くなるが、ミカにまったくその気はなく、失恋に終わっている。料理は得意なほうであった。
- 作田紀之：鈴木ヒロミツ
鶴郎の担当編集者。37歳。蝶子にベタ惚れしており、積極的にアプローチしているがいつも冷たくあしらわれている。母・たかが体を悪くしたため退社。

- 大国輝利：蔵下輝美
鶴郎の次男（順子の連れ子）。団子坂小学校に通う小学4年生。兄たちからは邪険に扱われ、学校ではいじめられており、誰にも相手にしてもらえない寂しさから狼少年となっていたが、小浪が自分に親身に接してくれるようになり、本来の純粋さを取り戻していく。
- 大国貞彦：笹井徹
鶴郎の長男で高校3年生。順子の連れ子である輝利を何かにつけて邪魔者扱いする。妹の初子とは仲がいい。学校の成績は極めて悪く、教師からは卒業を危ぶまれている。美容師を志し、美容室・ハナでアルバイトをしている。
- 大国初子：瞳智恵
鶴郎の長女で中学3年生。兄の貞彦と同じく輝利を邪険に扱う反面、ごくまれに姉らしい一面も見せる。貞彦と同様に、成績は悪い。伯母である久仁子の大のお気に入り。

- 番野三郎：佐藤佑介
理介の弟で、寿し金の見習い。優しい性格が災いしてたびたび大国家のトラブルに振り回される。小浪に想いを寄せており、一久とは恋敵同士。理介の小浪に対する本当の気持ちを知って逆上し、寝込んでしまったこともあった。最終回では独立が決まり、すし見習いの和美(女将の従妹)と2人で新しい店を切り盛りすることになる。
- 鹿島金次：車だん吉
寿し金の主人。べらんめえ口調の江戸っ子職人風だが出身は茨城県。叔父は熱海市に在住。
- 鹿島銀子：森マリア
寿し金の女将。気が強くヤキモチ焼きで、亭主の金次とは人前でも露骨な痴話喧嘩が絶えない。
- 斉藤隆代：春川ますみ
小浪と梓の母。8年前に夫と死別後、女手ひとつで雑貨屋を営み二人を育てたしっかり者。心配事があるとお腹が空く癖がある。鶴郎とは、団子坂小学校時代の同級生。

- 大国順子：新藤恵美
鶴郎の後妻で、輝利の母親。鶴郎の元弟子の成川とは不倫関係にあり、輝利を捨てて大国家を出て行った。鶴郎と正式に離婚するが、輝利を引き取ることはかなわなかった。
- 成川幸次：入川保則
鶴郎の元弟子。現在は独立して人気漫画家。独立のことや順子との不倫の件もあって理介とは犬猿の仲。他人の女に興味を示す癖があり、一時は理介の恋人であった友子を狙っていた。
- 斉藤梓：松田聖子
小浪の妹で高校3年生。小浪とは対照的に少女らしい性格である。当初は進学を希望していなかったが、短期大学への推薦入学の話が進んでいることが明らかになっている。
- 竹田和美：荒木由美子
銀子の姪で、寿し金の見習い。第15回から登場。元々は教職志望の変わり種。将来は、結婚をして子供を4人産むという夢を持っている。最終回で三郎の独立が正式に決まり、三郎と2人で新しい店を切り盛りすることになる。
- 新藤ミカ：かたせ梨乃
トメの下宿に住む美術系専門学校の学生。昼間はクリーニング店で働いていたが、店主との仲を誤解されたために解雇され、小浪の紹介で、蝶子の後任としてオークニ工房で働き始めるが、勤務態度は悪い。鶴郎のセクシャルハラスメント的な行動や、漫画の執筆の仕事が自分に向いていないのではないかという考えから、ほどなくしてファッションモデルの仕事を選んで工房を去り、友人に紹介してもらったアパートへ転居した。25話〜最終回の出演。

- 奥村友子：夏純子
理介の恋人のグラフィックデザイナー。理介の鶴郎へ対する献身ぶりに複雑な思いを抱えている。成川との関係を週刊誌の記者に疑われた際、鶴郎と順子の別居をほのめかしてしまい、その結果、理介と別れる。飯田(10話で出会ったカメラマン)とのちに結婚。
- 三田編集長：牟田悌三
スミカワ出版より刊行されている週刊ジョッキーの編集長。作田の上司。頻繁に前借を要求する鶴郎には困らされているが、理介の才能は買っている。
- 剣道師範：柳家小さん
小浪の剣道の先生。神主の資格も持っている。
- 小川トメ：千石規子
オークニ工房の近所でタバコ屋兼下宿屋を営むお婆さん。面倒見はいいが大介の妻・礼子とは折り合いが悪い。腰痛を患っている。
- 小川大介：松山英太郎
トメの息子。娘と一緒にトメのところに同居している。妻の礼子とは別居中。小浪を独身と間違えて好意を持ったことがあった。セールスマンであったが、解雇されている。

- 川上忠彦：ラビット関根（現：関根勤）
タキの息子。マザーコンプレックス気味。母親がお膳立てした見合いの席で、元々面識のある小浪と再会。以降、熱烈な恋愛感情を抱く。
- 秋野華子：沢田亜矢子
輝利のクラスの担任教師。28歳。鶴郎に下心を持たれたこともあったが、のちに結婚して木村姓となったことが判明した。
- 近所のおばちゃん：石井トミコ
隆代の近所に住む主婦。娘は小浪の元クラスメイト。
- アケミ：安雲千晃
お勝の孫娘。作田の退社後、三田の部下としてオークニ工房へ原稿を取りに来ている。
- 小川由香：三瓶美樹
大介と礼子の娘で、輝利の友達。

### ゲスト
第1回
- 配達人：山口純平
- 練習生：加藤益弘、下坂泰雄

第2回
- 警官：田村元治
- パーティの受付：浦信太郎
- 看護婦：有明祥子

第3回
- 東山：石見栄英
- 社員：小原孝士

第4回
- 秋山先生：有吉真知子
- テツの母親：麻ミナ
- テツ：長谷川将
- トシ坊：小田賢太郎

第5回
- 平井里枝：和泉雅子
理介の妹、三郎の姉。結婚しており、夫とケンカをして理介の元へ家出をしたこともあった。

第6回
- 泥棒：池田まさる
- 警官：増岡弘
- 団子屋のトラさん：大山豊
- 店員：青柳文太郎
- 高校・校長：名川貞郎
- 中学・校長：たうみあきこ
- 小学校・校長：入江正徳
- 中村：冨家規政
- 吉田いそ：春江ふかみ
- 母親：麻ミナ、金子勝美、阿部光子
- ウエイトレス：久保かおる
- トンコ：安藤美智子

第7回
- チンチンチン：トリス号[3]
- ひろ子：宇野壬麻
- 清美：安川真由
- 主婦：森康子、松本松江
- ドッグショップの店員：谷津勲
- お惣菜屋の主人：中島元
- 八百屋のおばさん：恩田恵美子
- 担任の先生：有吉真知子
- 小学生：石田責也、関口広志

第8回
- 司会：三雲孝江[4]
- アナウンサー：生島ヒロシ[4]
- 片桐：堀勝之祐
- 小田：多田幸男
- ディレクター：永井譲滋
- カメラマン：折原博
- 局員：藤原俊祐

第9回
- 川上タキ：葦原邦子
川上クッキングアカデミーを経営する料理研究家。小浪を気に入っており、金次夫婦を通じて息子（忠彦）とのお見合いを申し込む。
- ガードマン：三川雄三
- 先生：和泉喜和子
- 主婦：長谷川凉子、谷村洋子、黒田文子

第10回
- 金子ユリ：比企理恵
足立区に住む女子高生。学校が嫌いで、長野県から来たと嘘をついて鶴郎に弟子入りを志願した。
- 飯田タクヤ：蟇目良
友子に求婚するカメラマン。のちに、ハワイで友子と式を挙げている。
- ユリの父親：山崎満
- ユリの母親：木村翠
- 警官：増岡弘
- 飯田の友人：桑名良輔、加賀谷純一、安東良夫

第11回
- 成川の助手：沢井正延

第12回
- ママ：会田由来
- ホステス：城野頼子

第13回
- セールスの女性：岡本ひろみ
- 先生：篠田薫
- 看護婦：前川八重子

第14回
- 門木田純子：大山のぶ代
鶴郎の原稿料の前借の条件として、市村が世話を見るように紹介した金持ちの令嬢。一方的に鶴郎を崇拝している。身勝手な振る舞いで理介や小浪たちを困惑させるが、料理上手で、貞彦や初子からは歓迎された。
- 市村：船戸順
- 運送屋：藤井つとむ

第15回
- 清水先生：佐藤信子
- 村田先生：小野泰次郎
- ハナ美容室のママ：小沢悦子
- 花屋の店員：鈴木道生

第17回
- 舟木光江：赤座美代子
鶴郎が路上で知り合った女占い師。寿し金で鶴郎から隆代を紹介されるが、占いの結果に憤慨した隆代と言い争いになった。
- のり屋：及川ヒロオ
- サンドイッチマン：直木みつ男
- 客：布施木昌之、青木かずもり

第18回
- 三村久仁子：宝生あやこ
口やかましく、鶴郎が大の苦手としている実の姉。初子を気に入っており、養女に迎えようとしたこともあった。
- 三村協介：小栗一也
久仁子の亭主。好々爺だが耳が遠い。
- おとき：此島愛子
- トーフ屋：石黒正男
- 下着店員：小西美千代
- 良夫：実川秀和

第19回
- お勝：菅井きん
スミカワ出版が所有する山荘の管理人。一見、民宿のおばちゃんだが課長待遇。
- ケンちゃん：山際忠晴

第20回
- 作田たか：野村昭子
作田の母親。青森県でリンゴ園を営んでいる。偶然、公園で出会った蝶子を気に入り、個人的にリンゴを贈ったこともある。のちに、体を悪くしたことが判明した。
- 美紀：泉じゅん
- 純平：福崎和宏
- ハナ美容室のママ：小沢悦子
- ウエイトレス：奥山桂子

第21回
- 大杉先生：岩城和男

第22回
- 飯島：水橋和夫
- 主婦：矢野泰子、本庄和子

第23回
- 米屋の店員：千葉繁

第25回
- 大杉先生：岩城和男
- 指導員：西村淳二
- 主婦：五月晴子、小林テル
- 客：岩浅豊明

第26回
- 杉山スギオ：草野大悟
理介の旧友。児童向け漫画を手がける売れっ子漫画家。理介の才能を惜しんでオークニ工房からの独立を持ちかける。

第28回
- 小川礼子：奈良富士子
別居中の大介の妻。

第29回
- 刑事：石見栄英
- 警官：赤城太郎

第30回
- 安江：かわいのどか
- 婦長：渡辺富美子
- 一郎：小西健司
- 支配人：久保晶
- 主婦：京田尚子

第31回
- 編集長：北山年夫

## 主題歌
- 「玉ねぎむいたら…」

作詞：山上路夫　作曲：平尾昌晃　歌：桜田淳子　レコード：ビクター音楽産業（ビクターレコード）
※シングルとして発売されたEP盤は、番組のオープニングで流されたものとはアレンジが少し異なっているのと、曲調がスローである（EP盤の編曲は船山基紀）

## スタッフ
- 原案・脚本：松木ひろし
- 脚本：松木ひろし、田口耕三、鶴島光重、窪田篤人
- 音楽：平尾昌晃
- カメラ：高田裕
- VE（ビデオエンジニア）：横田久雄
- VTR：羽鳥能史
- 照明：上島忠宣
- 音声：杉本一茂
- 効果：月岡弘
- 美術制作：吉田純二
- デザイン：小泉章一
- 美術進行：柳川和央
- 装置：森原学
- 装飾：内山勝博
- 持道具：碓井義隆
- 衣装：檜谷芳男
- 化粧：大内睦子
- タイトル：岩永泉
- 協力（衣装協力）：ミカレディ、BIG JOHN 他
- 制作補：竹内正男
- 演出補：角田昇
- 記録（タイムキーパー）：上村めぐみ
- 編集（VTR編集）：高橋紀男、一戸鮎美
- 制作協力：東通、渋谷ビデオスタジオ
- 技術：高橋紀男
- 演出：橋本信也
- プロデューサー：逸見稔（オフィス・ヘンミ）、岡田裕介（オフィス・ヘンミ）、山本典助（TBS）
- 製作：オフィス・ヘンミ（O・Hと表示）、TBS（TBSテレビ）

## 放映リスト
| 話数 | 放送日       | サブタイトル         | 脚本       |
| ---- | ------------ | -------------------- | ---------- |
| 1    | 1981年4月3日 | （サブタイトルなし） | 松木ひろし |
| 2    | 4月10日      | 嘘つき坊やの涙       | 松木ひろし |
| 3    | 4月17日      | びっくり蛙の仇討     | 松木ひろし |
| 4    | 4月24日      | マンガが消えた！？   | 松木ひろし |
| 5    | 5月1日       | 飛び込んで来た女     | 鶴島光重   |
| 6    | 5月8日       | 盗まれた免許皆伝     | 鶴島光重   |
| 7    | 5月15日      | 迷犬チンチンチン     | 田口耕三   |
| 8    | 5月22日      | 混乱ラジオ生放送     | 松木ひろし |
| 9    | 5月29日      | 小浪がお見合い!?     | 松木ひろし |
| 10   | 6月5日       | 涙と嘘は女の武器     | 松木ひろし |
| 11   | 6月12日      | 遂に離婚!!輝坊は…    | 松木ひろし |
| 12   | 6月19日      | 競演！涙の大演歌     | 鶴島光重   |
| 13   | 6月26日      | 罠にかかった小浪     | 鶴島光重   |
| 14   | 7月3日       | 怪女ドラえもん出現   | 田口耕三   |
| 15   | 7月10日      | 兄貴は金髪がお好き   | 田口耕三   |
| 16   | 7月17日      | もてもて小浪もて理介 | 田口耕三   |
| 17   | 7月24日      | 商売繁盛儲けなし     | 田口耕三   |
| 18   | 7月31日      | 涙をおふき           | 田口耕三   |
| 19   | 8月7日       | 怪談！山中湖山荘     | 田口耕三   |
| 20   | 8月14日      | 許婚だよおっ母さん   | 田口耕三   |
| 21   | 8月21日      | 恋愛戦線異常アリ     | 鶴島光重   |
| 22   | 8月28日      | これがキッス？       | 松木ひろし |
| 23   | 9月4日       | どういう訳か結婚式   | 松木ひろし |
| 24   | 9月11日      | ホヤホヤでイライラ   | 田口耕三   |
| 25   | 9月18日      | 隣の女はボインボイン | 田口耕三   |
| 26   | 9月25日      | 義理と人情で板ばさみ | 鶴島光重   |
| 27   | 10月9日      | 昔の苗字で出ています | 田口耕三   |
| 28   | 10月16日     | ヤキモチ食べたら     | 窪田篤人   |
| 29   | 10月23日     | 先生はチカン?!       | 鶴島光重   |
| 30   | 10月30日     | 台風は夫婦喧嘩のもと | 田口耕三   |
| 31   | 11月6日      | ようやく新婚旅行!!   | 鶴島光重   |